# Heidi (gambá)
Heidi (Carolina do Norte, 2008 -  Leipzig, 28 de setembro de 2011) foi uma gambá nascida nos Estados Unidos.
Heidi, a gambá vesga, ficou famosa após prever os resultados do Oscar  de 2011.
Heidi se tornou o animal vidente após a morte do polvo Paul e assim virou celebridade na Alemanha e no mundo, tornando-se um dos presentes oferecidos aos convidados da cerimônia do Oscar 2011 na forma de um bichinho de pelúcia.
Heidi foi sacrificada, por sofrer de demência senil.